# Heywoodia lucens
Heywoodia es un género de plantas con flores perteneciente a la familia Phyllanthaceae. Su única especie: Heywoodia lucens Sim, Forest Fl. Cape: 326 (1907), es originaria  del este de África tropical donde se distribuye por Kenia, Tanzania, Uganda, Mozambique y Sudáfrica.

## Taxonomía
Heywoodia lucens fue descrita por Thomas Robertson Sim y publicado en The Forests and Forest Flora of the Colony of the Cape of Good Hope 326, t. 140. 1907.
Etimología
El género fue nombrado en honor del taxónomo Vernon Hilton Heywood (1927-)